# Chica vampiro
Chica vampiro est une telenovela colombienne en 120 épisodes de 45 minutes environ, créée par Marcela Citterio et diffusée entre le 14 mai et le 5 novembre 2013 sur RCN Televisión.
En France, la série a été diffusée à partir du 31 août 2015 sur Gulli et dès le 3 septembre 2018 sur Nickelodeon Teen. Elle est ensuite diffusée sur Diamants TV du 21 février 2023 au 21 juin 2023. Par la suite, Chica vampiro est disponible en vidéo à la demande sur Canalplay et Tfou Max.

## Synopsis
Daisy est une fille colombienne comme les autres qui est amoureuse de Max, son voisin. Un jour, Max décide de lui déclarer son amour mais la jeune fille est victime d'un accident à vélo avant leur rendez-vous. La voyant mourir, ses parents, qui sont vampires, se voient obligés de la mordre. Daisy devient donc un vampire mais elle a du mal à s'y faire et les choses commencent à se compliquer avec Max, car il ne sait pas qu’elle est vampire et ne doit en aucun cas le découvrir. Par la suite, de nombreux obstacles se dressent sur son chemin, parmi lesquels Marilyne, sa pire ennemie, qui est amoureuse de Max, et Mirco, amoureux de Daisy. Marilyne et Mirco nouent une alliance pour les séparer. Arriveront-ils à séparer ces deux amoureux  ?

## Fiche technique
- Titre original et français : Chica vampiro
- Création : Marcela Citterio
- Réalisation : William Barragán, Andrés Biermann et Toni Navia
- Scénario : Marcela Citterio, Teresa Donato, Andrés Rapoport, Clemencia Silveyra et Julieta Steinberg
- Direction artistique : Germán Lozada
- Décors : Puslo Diseño
- Costumes : Alejandra Ruiz
- Photographie : Jorge Eduardo Basto
- Montage : Catalina García et Diego Rene García
- Musique : Alberto Lucas et Manuel Wirzt
- Casting : Luizi Agudelo
- Production : Stella Morales
  - Production déléguée : Nelly Ordoñez
- Société de production : Televideo
- Pays d'origine :  Colombie
- Langue originale : espagnol
- Genre : telenovela
- Durée : 45 minutes
- Classification : tous publics

## Distribution
- Greeicy Rendón (VFB : Claire Tefnin) : Daisy O'Brian McLaren
- Santiago Talledo (VFB : David Scarpuzza) : Max De La Torre
- Eduardo Pérez (VFB : Alexandre Crépet) : Mirco Vladimoff
- Lorena García (VFB : Delphine Chauvier) : Marilyn Garces
- Estefany Escobar (VFB : Audrey d'Hulstère) : Lucie (Lucía en VO) Barrágan, la meilleure amie de Daisy
- Erick Torres (VFB : Carole Baillien) : Vincent O'Brian, le petit frère de Daisy
- Nik Salazar (VFB : Alexis Flamant) : Benjamin
- Juan Pablo Obregon (VFB : Sébastien Hébrant) : Ulysse O'Brian, le père de Daisy
- Jacqueline Arenal (VFB : Valérie Muzzi) : Ana McLaren O'Brian, la mère de Daisy
- Norma Nivia (VFB : Dominique Wagner) : Catalina Vladimoff
- Vanessa Blandón (VFB : Béatrice Wegnez) : Belinda De La Torre, la petite sœur de Max
- Linda Lucía Callejas (VFB : Véronique Biefnot) : María McLaren, la mère d'Ana et grand-mère de Daisy et Vincent
- Rafael Taibo (VFB : Franck Dacquin) : Dracula
- Bibiana Navas (VFB : Jennifer Barré) : Lynette De La Torre, la mère de Max
- Gustavo Ángel (VFB : Nicolas Matthys) : Álvaro De La Torre, le père de Max
- David Prada (VFB : Olivier Prémel) : Alexandre Corchuelo, le meilleur ami de Max
- Constanza Hernández (VFB : Bernadette Mouzon)  : Noelia Pirmann, la domestique des O'Brian
- Maia Landaburu (VFB : Fabienne Loriaux) : Elizabeth Pavlova, prof de chant
- German Escallon (VFB : Michel Hinderyckx) : Francisco Agudelo, Proviseur
- Susana Posada (VFB : Sophie Frison) : Zaira Fangoria, amie de Mirco
- Lala Aguirre (VFB : Aaricia Dubois) : Juliette Vladimoff, la petite sœur de Mirco
- Alina Lozano : Andréa Corchuelo
- Chiara Francia : Esméralda Vladimoff
- Linda Patiño (VFB : Nancy Philippot) : Isadora Razmussen
- Antonini ilenia Zuleta (VFB : Émilie Guillaume) : Wendy
- David Carrasco (VFB : Romain Barbieux) : Périclès Gonzalez
- Alejandra Monsalve (VFB : Émilie Guillaume) : Bénita, le fantôme-vampire puis devenue réelle
- Alfredo Cuellar : Bruno Vladimoff / Vampi-Man
- Jimena Duran (VF : Véronique Desmadryl) : Wonder Vampire (Vampira Maravilla en VO)
- ??? (VFB : David Manet) : Crocs Blanc

- Version française :
  - Société de doublage : VSI Paris - Chinkel S.A.
  - Direction artistique : Laurent Vernin
  - Adaptation des dialogues : Marilou Adam, Cathy Cariou, Jennifer Dufrene, David Ecosse, Marie-Line Furlan, Pierre Michel, Audrey Péon, Valérie Tatéossian, Margot Verdier
  - Enregistrement et mixage : Françoise Trouy

## Production
Deux mois ont été nécessaires afin de préparer le chant et la danse. Par la suite, Chica vampiro a été filmée à Bogota durant onze mois et son casting est majoritairement composé de colombiens, à l'exception de Santiago Talledo,. Marcela Citterio, créatrice de la série, décrit celle-ci comme « un programme pour les enfants et les jeunes gens, mais je pense que ça va capter l'attention de toutes les familles, car il y a beaucoup d'humour, de comédie, de musique et de la romance, des ingrédients qui invitent à réunir les enfants et les parents ».

## Accueil
En février 2014, le site Kidscreen.com révèle que la série est le programme le plus vu chez les enfants et les adolescents de quatre à dix-sept ans en Colombie.
En France, le premier épisode, diffusé le 31 août 2015 sur Gulli, a attiré 393 000 téléspectateurs, permettant à la chaîne d’être leader sur le segment des enfants de quatre à dix ans avec 17,2 % de parts de marché.

## Produits dérivés

### Bande originale
Un album CD, intitulé Chica vampiro : Le Canzoni, regroupant toutes les chansons de la série chantées par les acteurs est sorti le 7 octobre 2014. En France, il est commercialisé sous le nom de Chica vampiro : L'album depuis le 12 février 2016 par TF1 Musique,. Dès sa sortie, l'album se classe sixième avec 9 100 ventes puis monte à la troisième place des ventes pour sa deuxième semaine, lui permettant ainsi d'obtenir un disque d'or.
| No  | Titre              | Interprète(s)           | Durée |
| --- | ------------------ | ----------------------- | ----- |
| 1.  | Chica vampiro      | Daisy et Max            | 2:43  |
| 2.  | Quiero Todo        | Daisy                   | 3:01  |
| 3.  | Tanto Amor         | Daisy                   | 3:22  |
| 4.  | No Me Olvidé       | Max                     | 3:08  |
| 5.  | A Soňar            | Max                     | 3:21  |
| 6.  | Hay Otra Luz       | Max                     | 3:10  |
| 7.  | Cantaré            | Daisy et Max            | 4:03  |
| 8.  | Comerte Entero     | Daisy et ses vampires   | 3:21  |
| 9.  | Dame Las Buenas    | Daisy et ses vampires   | 3:48  |
| 10. | Hoy Voy            | Mirco                   | 3:59  |
| 11. | Nada               | Mirco                   | 3:35  |
| 12. | Nadie Mejor Que Yo | Marilyn                 | 3:20  |
| 13. | Hace Bien          | Marilyn et ses anonymes | 3:13  |
| 14. | Desde Que Yo Te Vi | Marilyn et ses anonymes | 3:41  |

### Romans
Une série de romans, éditée par Pocket Jeunesse, a été commercialisée entre en 2016 et 2017.
1. Vampire malgré elle, paru le 17 mars 2016[16] ;
2. Le Pouvoir de Daisy, paru le 17 mars 2016[16] ;
3. Être ou ne pas être vampire, paru le 17 mars 2016[16] ;
4. La Grande Fête des vampires, paru le 17 mars 2016[16] ;
5. Daisy et l'Horoscope vampire, paru le 4 mai 2016[16] ;
6. Daisy sort avec... un mortel, paru le 4 mai 2016[16] ;
7. Personne ne veut croire Daisy, paru le 7 juillet 2016[16] ;
8. Daisy punie chez les vampires, paru le 7 juillet 2016[16] ;
9. Daisy entre deux mondes, paru le 18 août 2016[16] ;
10. Daisy aime en secret, paru le 18 août 2016[16] ;
11. Daisy fait de la magie, paru le 1er septembre 2016[16] ;
12. Daisy, vampire en garde à vue, paru le 1er septembre 2016[16] ;
13. Panique au camping, paru le 20 octobre 2016[16] ;
14. Crise de vampirite aiguë, paru le 20 octobre 2016[16] ;
15. Daisy et Max, un amour du passé ?, paru le 10 novembre 2016[16] ;
16. Que c'est bon d'être chez soi !, paru le 10 novembre 2016[16] ;
17. Conquérir Daisy, paru le 16 février 2017[16] ;
18. Daisy, la mal aimée, paru le 16 février 2017[16] ;
19. Daisy est-elle une sorcière ?, paru le 20 avril 2017[16] ;
20. Mariage vampire, paru le 20 avril 2017[16].

Hors-série
1. Les Amours de Daisy, paru le 1er décembre 2016[17].

### Bande dessinée
Une série de bandes dessinées, éditée par Jungle, a également été commercialisée en 2016.
1. Mortel d'être un vampire, paru le 22 juin 2016[18] ;
2. Le spectacle d'Halloween, paru le 5 octobre 2016[18] ;
3. Un amour à croquer, paru le 16 novembre 2016[18] ;
4. Amies pour la vie, paru le 11 janvier 2017[18].

### DVD
| Intitulé du coffret                                                 | Nombre d'épisodes | Support | Dates de sortie     | Éditeur   | Distributeur                 |
| ------------------------------------------------------------------- | ----------------- | ------- | ------------------- | --------- | ---------------------------- |
| Chica vampiro - Saison 1, partie 1 : Vampire malgré elle            | 20                | DVD     | 3 mai 2016,         | TF1 Vidéo | Paramount Home Entertainment |
| Chica vampiro - Saison 1, partie 2 : Le Pouvoir de Daisy            | 20                | DVD     | 3 mai 2016,         | TF1 Vidéo | Paramount Home Entertainment |
| Chica vampiro - Saison 1, partie 3 : Daisy et Max, amour à distance | 20                | DVD     | 1er septembre 2016, | TF1 Vidéo | Paramount Home Entertainment |
| Chica vampiro - Saison 1, partie 4 : Le Tournoi interfamilial       | 20                | DVD     | 1er septembre 2016, | TF1 Vidéo | Paramount Home Entertainment |
| Chica vampiro - Saison 1, partie 5 : La Nuit des canines            | 20                | DVD     | 8 novembre 2016,    | TF1 Vidéo | Paramount Home Entertainment |
| Chica vampiro - Saison 1, partie 6 : La Fin des vampires            | 20                | DVD     | 8 novembre 2016,    | TF1 Vidéo | Paramount Home Entertainment |
| Chica vampiro - Saison 1, l'intégrale                               | 120               | DVD     | 1er décembre 2016   | TF1 Vidéo | Paramount Home Entertainment |

### Jeu de société
En France, un jeu de société dérivé de la série, édité par Dujardin, est disponible depuis septembre 2016.

## Tournées
Le 31 juillet 2014, à la suite du succès de la série, une tournée, nommée VampiTour, est annoncée en Italie pour décembre 2014. Elle met en scène les protagonistes de la série qui chantent et dansent et s'est déroulée à Bologne, Florence, Gênes, Lecce, Milan, Naples, Rome et Turin.
En France, à la suite du succès sur Gulli, une tournée fut organisée du 18 au 28 février 2016 à Bordeaux, Dijon, Lille, Lyon, Marseille, Nantes, Nice, Paris, Strasbourg et Toulouse. Une seconde série de spectacles est programmée du 19 octobre au 6 novembre 2016 à Caen, Clermont-Ferrand, Genève, Grenoble, Lille, Lyon, Metz, Montpellier, Nantes, Paris, Rennes, Rouen, Toulon et Saint-Omer.

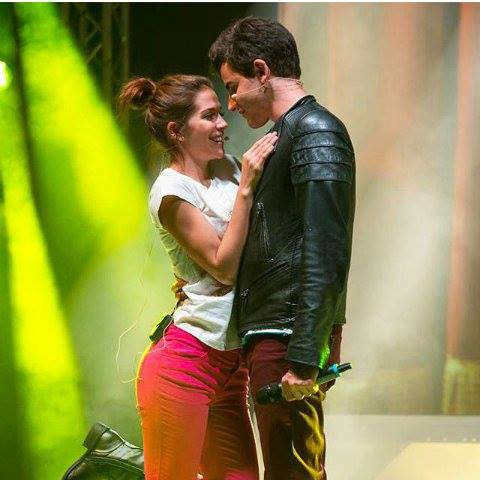
Daisy et Max
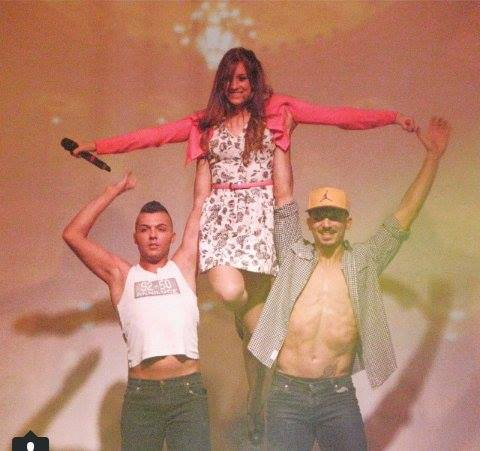
Marilyn
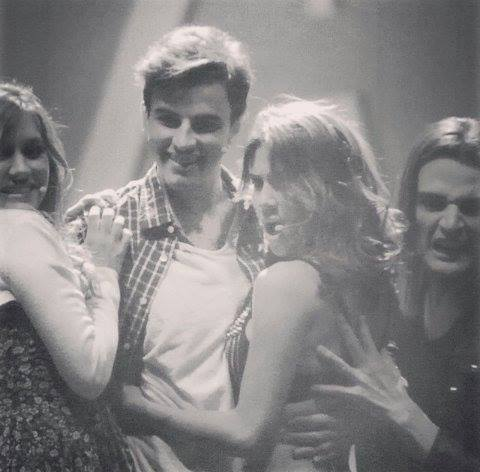
Daisy, Max, Marilyn et Mirco

## Prix et Nominations

### Kids' Choice Awards Mexico
| Année | Catégorie                   | Nomination                           | Résultat   |
| ----- | --------------------------- | ------------------------------------ | ---------- |
| 2013  | Personnage colombie         | Greeicy Rendón Daisy O'Brian McLaren | Nomination |
| 2014  | Actrice de TV favorite      | Greeicy Rendón                       | Nomination |
| 2014  | Acteur de TV favoris        | Santiago Talledo                     | Nomination |
| 2014  | Méchant ou méchante favoris | Lorena García                        | Nomination |
| 2014  | Programme de TV favoris     | Chica Vampiro                        | Nomination |

### Kids' Choice Awards Colombia
| Année | Catégorie                   | Nomination       | Résultat   |
| ----- | --------------------------- | ---------------- | ---------- |
| 2014  | Actrice de TV favorite      | Greeicy Rendón   | Nomination |
| 2014  | Prox carrière               | Tony Navia       | Lauréat    |
| 2014  | Acteur de TV favoris        | Santiago Talledo | Nomination |
| 2014  | Machant ou méchante favoris | Lorena Garcia    | Nomination |
| 2014  | Programme de TV favoris     | Chica Vampiro    | Lauréat    |

### Premios Carlos Gardel
| Année | Catégorie                                              | Nomination    | Résultat |
| ----- | ------------------------------------------------------ | ------------- | -------- |
| 2014  | Meilleur album de bande originale de film / télévision | Chica Vampiro | Lauréat  |